# منتخب ساموا الأمريكية لكرة السلة
منتخب ساموا الأمريكية لكرة السلة (بالإنجليزية: American Samoa national basketball team) هو ممثل ساموا الأمريكية الرسمي في المنافسات الدولية في كرة السلة .